# Стерлигов, Борис Васильевич
Борис Васильевич Стерлигов (1901—1971) — советский авиационный штурман, первый флагманский (Главный) штурман ВВС СССР (1933—1947), генерал-лейтенант авиации. Совершил в 1929 году авиаперелёт Москва — Нью-Йорк.

## Биография
Родился в 1901 в Москве в семье учителя гимназии. После окончания гимназии с золотой медалью в 1918 поступил в Петровскую (Тимирязевскую) академию на инженерный факультет.
С марта 1920 — в рядах РККА, курсант Петроградской технической артиллерийской школы. С сентября 1920 на Южном фронте участвовал в боях против Врангеля. Летом 1921 был зачислен слушателем Высшей военно-педагогической школы в Москве, по окончании которой работал преподавателем пехотно-пулеметных курсов в Баку. Весной 1923 направлен в распоряжение Главвоздухофлота на Центральный аэродром в Москве и назначен помощником начальника Центральной аэронавигационной станции (ЦАНС).
С 27 июля по 9 августа 1926 года в качестве штурмана на Р-1 (командир экипажа — В. О. Писаренко)участвовал в перелёте по маршруту Москва — Харьков — Ростов-на-Дону — Севастополь — Киев — Москва протяженностью 3000 км. Полет выполнялся без карты и радиосредств, ориентируясь по компасному курсу, задаваемому летнабом (штурманом).
В 1928 году присвоено звание старший летчик-наблюдатель.
В 1929 был штурманом первого перелёта Москва — Нью-Йорк (командир экипажа — С. А. Шестаков).
C 1930 года — начальник Аэронавигационной службы ВВС РККА. С 28 февраля 1933 года — флагштурман ВВС. Участвовал в разработке руководств и наставлений по штурманской службе (НАНС-32, НШС-36, НШС-40, НШС-43). 29 апреля 1939 года присвоено звание комбриг.
В Советско-финскую войну командовал 85 бомбардировочным авиаполком особого назначения.
Во время Великой Отечественной войны возглавлял штурманскую службу ВВС. Б. В. Стерлигов непосредственно участвовал в организации налета советских бомбардировщиков на Берлин 22 августа 1941 г. В 1942 г. разработал аэронавигацию воздушной трассы из США в СССР через Аляску, Дальний Восток, Сибирь для переброски американских самолётов по ленд-лизу.
1 мая 1943 года присвоено звание генерал-лейтенанта авиации.
Б. В. Стерлигов руководил штурманской службой при разгроме Квантунской армии в Советско-Японской войне 1945 г.
После войны был главным штурманом ВВС.
С осени 1947 заместитель начальника штурманского факультета Военно-воздушной академии.
С 1950 — в запасе.
Жил и умер в Москве. Похоронен Новодевичьем кладбище.

## Награды
- два ордена Ленина (07.04.1940, 30.04.1945[5])
- три ордена Красного Знамени (17.06.1943[6], 03.11.1944[5], 15.11.1950[5])
- орден Суворова 2-й степени (18.08.1945)[7]
- два ордена Кутузова 2-й степени (19.08.1944, 08.09.1945)[8]
- орден Трудового Красного Знамени (1929)
- орден Красной Звезды (20.06.1934) за особые учебные сборы начсостава тяжелой авиации на Дальнем Востоке.
- медали[9]

## Сочинения
- «Маршрутами мира и войны. Записки авиаштурмана.» Стерлигов Б. В., М.: Из-во ООО «АЛЕВ-В», 2001, 384 с.